# Peristedion altipinne
Peristedion altipinne är en fiskart som beskrevs av Regan, 1903. Peristedion altipinne ingår i släktet Peristedion och familjen Peristediidae. Inga underarter finns listade i Catalogue of Life.